# Andrea Lloyd (basket-ball)
Pour les articles homonymes, voir Andrea Lloyd.
Andrea Lloyd-Curry, née le 2 septembre 1965 à Moscow, dans l'Idaho, est une ancienne joueuse américaine de basket-ball. Elle évolue aux postes d'ailier fort et de pivot.

## Palmarès
- Championne olympique 1988
- Troisième du championnat du monde 1994
- Vainqueur des Jeux panaméricains de 1987
- Troisième des Jeux panaméricains de 1991
- Intronisée au Women's Basketball Hall of Fame en 2007